# 布 (瑞典)
布，有時稱為薩爾特舍-布（Saltsjö-Boo），為位於瑞典斯德哥尔摩省纳卡市镇內城區。2010年人口有24,052人。

## 歷史
布在1970年以前為一座獨立的市镇。1971年併入至纳卡市镇。

## 體育
布境內設有以下的體育俱樂部：
- Boo FF（英语：Boo FF）